# كين هولكومب
كين هولكومب (بالإنجليزية: Ken Holcombe) هو لاعب كرة قاعدة أمريكي، ولد في 23 أغسطس 1918 في بورنزفيل في الولايات المتحدة، وتوفي في 15 مارس 2010 في ويفرفيل في الولايات المتحدة.